# Ludovic Vitet
Louis Vitet (llamado Ludovic) (18 de octubre de 1802 - 5 de junio de 1873) fue un  político y escritor francés nacido en París y fallecido en Versalles. Fue miembro de la Academia Francesa, electo para el asiento número 27.

## Datos biográficos
Hijo de Pierre-Jean Vitet y de Amélie Arnaudtizon, Ludovic Vitet hizo sus estudios de derecho y de filosofía y más tarde ingresó a la Escuela Normal Superior de París en 1819. 
Fue redactor en el periódico Globe, fundado por Paul-François Dubois y en el que también colaboraron Charles de Rémusat, Victor Cousin y Étienne-Jean Delécluze, entre otros. También colaboró en la Revue française y en la Revue des Deux Mondes.
Publicó 1827 y 1829 escenas de corte dramático como (Les Barricades, Les États de Blois, La mort de Henri III), que alcanzaron la notoriedad y que más tarde fueron incluidas en un tomo bajo el título de La Ligue (1844). 
Vitet fue uno de los principales abogados del liberalismo francés, tanto político como económico siendo amigo de Madame de Staël, de Alessandro Manzoni y de Sismondi. Con algunas amistades fundó la sociedad « Aide-toi, le ciel t'aidera » ("Ayúdate, que el cielo te ayudará") con el propósito de contribuir a los liberales en las elecciones de 1827.
El 10 de abril de 1834, Vitet fue nombrado secretario general en el ministerio de Comercio. Ingresó en la Academia de las inscripciones y de bellas letras y poco después fue elegido miembro de la Academia Francesa, el 8 de mayo de 1845, en reemplazo de Alexandre Soumet.
En 1836, fue nombrado secretario general del ministerio de finanzas y consejero de Estado. 
Después de la revolución de 1848, Vitet permaneció fiel a la familia de los Orleans. Bajo el  segundo imperio, se alejó de la vida política y se dedicó al arte y la literatura. Se adhirió después a la causa de la República y durante el sitio de París, publicó en la revista Revue des Deux Mondes una serie de artículos en los que anticipó el movimiento de resistencia que después vendría a dominar la vida política francesa.

## Obra
- Les Barricades, scènes historiques, 1826
- Les États de Blois, 1827
- La mort de Henri III, 1829
- Rapport au ministre de l’Intérieur sur les monuments, les bibliothèques, etc. de l’Oise, de l’Aisne, 1831
- Histoire de Dieppe, 1838
- Eustache Lesueur, sa vie et ses œuvres, 1843
- La Ligue, 1844
- Monographie de l'église de Notre-Dame de Noyon, 1845
- Fragments et Mélanges, 1846
- Histoire financière du gouvernement de Juillet, 1848
- Les États d'Orléans, 1849
- Le Louvre, 1852, réédition Le Louvre et le nouveau Louvre, 1882

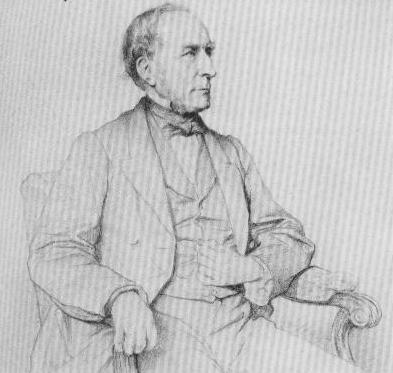
Vitet por H.Lehmann 1864

- Études sur l'histoire de l'art, 1864
- Le comte Duchâtel, 1875